# 父と息子の地下アイドル
『父と息子の地下アイドル』（ちちとむすこのちかアイドル）は、2020年2月23日にWOWOWプライム「ドラマW」で放送されたテレビドラマ。第2回WOWOW新人シナリオ大賞で大賞を受賞した光益義幸の脚本の映像化作品。監督は横尾初喜、主演は松重豊。

## あらすじ
ひとり息子の勝喜とは連絡も取れずに疎遠になってしまった高校教師の千堂真澄は、熱血漢として鳴らしていたが、ドライな感覚を持つ現在の高校生たちには自分の教え方が通用しないという喪失感に襲われていた。そんな淋しさに打ちひしがれる中、疎遠になっていた勝喜が事故に遭ったという知らせが届き、真澄は大急ぎで勝喜が担ぎ込まれた病院に直行する。病院に着いた真澄が病室で見たのは勝喜が動かないままベッドで横たわるという信じ難い姿であった。呆然自失となった真澄のところに、勝喜がプロデュースしていた地下アイドルグループ「オトメがたり」のメンバーである椎奈、怜央、ひらりがやって来て、リーダーの椎奈は勝喜が目覚めるまでの間、代わりに自分たちのプロデュースをやってほしいと懇願する。「オトメがたり」のメンバーの熱意に一念発起した真澄は勝喜に成り代わってプロデュース業を引き受ける決意をする。

## 登場人物
千堂真澄
演 - 松重豊
定年が近い高校教師。
かつての教え方が現在の生徒たちには通じないというもどかしさを感じている。事故で植物状態になった息子に代わり、地下アイドルグループ「オトメがたり」のプロデュース業を担うことになる。
千堂勝喜
演 - 井之脇海
真澄のひとり息子。父親の真澄とは疎遠になっている。
地下アイドルグループ「オトメがたり」のプロデュースをしていたが、ある日事故に遭い植物状態に陥ってしまう。　
椎奈
演 - 若月佑美
真澄の務める高校の3年生。地下アイドルグループ「オトメがたり」のリーダー。
怜央
演 - 芋生悠
勝喜がスカウトした地下アイドルグループ「オトメがたり」のメンバー。
ひらり
演 - 加藤小夏
勝喜がスカウトした地下アイドルグループ「オトメがたり」のメンバー。
田口洋二郎
演 - 今井悠貴
清永真夏
演 - 遠藤久美子
椎奈の母。
千堂郁恵
演 - 鶴田真由
真澄の妻、勝喜の母。故人。
宮野佳菜子
演 - 瀧本美織
真澄のクラスの副担任でダンスの先生。
福嶋昂己
演 - 深水元基
その他 -  森下能幸、千葉雅子、青葉ひなり（FES☆TIVE）、真野彩里愛（FES☆TIVE）、土光瑠璃子（FES☆TIVE）、近藤沙瑛子（FES☆TIVE）、南茉莉花（FES☆TIVE）、26時のマスカレイド、はちみつロケット、佐藤蓮、西蒼竜、中野剛、松井薫平、三浦圭祐、松田航輝、木村圭汰、天パ王（神天）、神川巧海（神天）、つるた社長（みつあみ）、あんらくスキンケア（みつあみ）、バースト（みつあみ）、内藤るな（B.O.L.T）、高井千帆（B.O.L.T）、遊佐亮介、岡田香菜、岡本桃花、渋佐和佳奈（WOWOW）

## スタッフ
- プロデューサー - 山田雅樹、渡邉浩仁、星野　恵[3]
- 監督 - 横尾初喜
- 助監督 - 増田咲紀
- 脚本 - 光益義幸
- 音楽 - 牧戸太郎
- 製作 - WOWOW

## 劇中歌
「はじまり」
作詞：大畑美喜子 / 作詞・編曲：牧戸太郎 / 歌：オトメがたり
「タイムマシン」
作詞：大畑美喜子 / 作詞・編曲：牧戸太郎 / 歌：オトメがたり
「終電帰りのシンデレラ」
作詞：大畑美喜子 / 作詞・編曲：牧戸太郎 / 歌：オトメがたり
「OIDEMASE!! 〜極楽〜」
作詞・作曲：IMAKISAKA（Wee's） / 歌：FES☆TIVE
「Fireworks!!」
作詞：杉坂天汰（Wee's） / 作曲：AWOKI（Wee's） / 歌：FES☆TIVE）
「しゃかりきトップランナー!」
作詞・作曲・編曲：玉屋2060% / 歌：FES☆TIVE
「ハートサングラス」
作詞：26時のマスカレイド / 作曲・編曲：クボナオキ
「四つ葉のHOME」
作詞：ハートオブハーツ / 作曲：Ryoji Takahashi / 歌：ハートオブハーツ